# Assim Você Mata o Papai
Assim Você Mata o Papai é um single do grupo brasileiro Sorriso Maroto, lançando em 2012 e extraído do seu álbum Sorriso 15 Anos - Ao Vivo, lançando em 2012. A canção já figurou entre as 10 mais tocadas da Billboard Brasil, e também fez parte da trilha sonora da novela Avenida Brasil, da Rede Globo. Tem a composição de Nico Andrade.
Foi eleita pelo programa Caldeirão do Huck como o hit mais executado em 2012.

## Paradas
| País/Paradas (2012)                 | Melhor Posição |
| ----------------------------------- | -------------- |
| Brasil - (Billboard Brasil Hot 100) | 6              |
| Portugal - Top Digital - Full Track | 8              |

## Prêmios e indicações
| Ano  | Prêmio            | Indicação     | Resultado |
| ---- | ----------------- | ------------- | --------- |
| 2012 | Caldeirão de Ouro | As 10+ do Ano | 1º Lugar  |
| 2012 | Melhores do Ano   | Música do Ano | Indicado  |

## Versão de Cristiano Araújo
"Assim Você Mata o Papai" é uma canção gravada pelo cantor sertanejo Cristiano Araújo com a participação da dupla Fernando & Sorocaba, lançada em 2012 como nona faixa do álbum Ao Vivo em Goiânia. Gravação original do grupo Sorriso Maroto, é uma versão sertaneja de um sucesso recente do samba nacional.